# Artemis Fowl - L'inganno di Opal
Artemis Fowl - L'inganno di Opal (Artemis Fowl: The Opal Deception) è un romanzo fantasy per ragazzi del 2005 scritto da Eoin Colfer, quarto libro della serie di Artemis Fowl.

## Trama
Il quarto libro è incentrato sulla figura di Opal Koboi. La folletta, che nel secondo libro della serie aveva cercato di prendere il controllo di Cantuccio organizzando la rivolta dei Mazza Sette, giace nell'ospedale psichiatrico Clinica J. Argon dove era tenuta sotto stretta sorveglianza dallo stesso direttore della Clinica, Jerbal Argon, dopo che era caduta in coma. Grazie ad un clone e alla complicità di Mervall e Descant Brill, due fratelli gemelli che si fingono inservienti della clinica, riesce a fuggire senza essere scoperta. Mette quindi in atto il piano di vendetta, escogitato durante il coma auto-indotto, che aveva ingannato tutti i marchingegni dell'ospedale.
Il suo primo obiettivo è l'eliminazione di Julius Tubero, architettata in modo tale da incolpare Spinella Tappo. Julius e Spinella scendono in un pozzo in disuso perché sono stati individuati alcuni goblin sospetti, tra cui Scaglietta, che era stato generale dei Mazza Sette. Questo è sotto "fascino" e sul petto porta uno schermo con cui Opal si mette in comunicazione coi due poliziotti. Il contatto audio con la centrale operativa della LEP è fuori uso, ma funziona solo quello video. La scena che si presenta all'attonito Polledro risulta inequivocabile: Spinella spara in pieno petto a Tubero. In realtà, Opal ha fatto in modo di mettere addosso a Tubero una bomba, che avrebbe potuto essere disinnescata con un unico colpo ben centrato. Spinella tenta l'impossibile, ma la bomba esplode. Non le resta che scappare in superficie, per tentare di salvare i prossimi sulla lista nera di Opal: Artemis e Leale. 
Artemis è ancora sotto l'effetto dello spazzamente, anche se talvolta qualche barlume di ricordo emerge dal subconscio. Salvato in extra da una bomba biologica grazie al pronto intervento di Leale, viene raggiunto da Spinella e portato lontano. Opal riesce però a catturarli e a portarli in un parco dei divertimenti abbandonato, ora riserva di caccia dei troll. Mervall e Descant Brill spruzzano sui due malcapitati feromoni di troll, per trasformarli in un bersaglio mobile. Nella disperata fuga dai troll, Spinella s'impossessa di un telebozzolo subacqueo, usato da Opal per assistere allo "spettacolo" in diretta. I due amici si rifugiano nel Tempio di Artemide, una struttura del parco: qui trovano striscioluci funzionanti grazie al generatore di emergenza e un falso sole regolato al minimo. I troll odiano la luce: Artemis propone di raggiungere la cima del tempio e di accecare gli inseguitori con il telebozzolo caricato con i generatori. La situazione è ancora disperata, perché questo diversivo ha solo fatto guadagnare un po' di tempo ai due, che sentono la fine sempre più vicina. All'improvviso, una flatulenza mefitica tramortisce i troll: è Bombarda Sterro, il nano cleptomane arrivato in compagnia di Leale per salvare gli amici.
Il gruppo si mette in contatto con Polledro, che scopre che nella Clinica, al posto di Opal, c'è un suo clone. Nel frattempo, Artemis ha recuperato la memoria grazie a un minidisc nascosto in un medaglione donato a Bombarda.
La vendetta di Opal non è ancora conclusa: vuole la distruzione completa del Popolo, per cui cerca di mettere in contatto i fangosi con gli Strati Inferiori grazie ad una sonda nel sottosuolo che ha realizzato con l'aiuto di Giovanni Zito, un noto ricco ambientalista sotto l'effetto del "fascino". Il suo piano viene sventato dall'intervento di Artemis e amici.
Spinella, amareggiata dalla morte di Tubero, decide di dare le dimissioni da poliziotta, per aprire un'agenzia investigativa: il suo socio sarà Bombarda e il consulente in superficie Artemis.

## Lettera
Come in tutti i libri, alla fine di ogni pagina, scorre un testo stampato con l'alfabeto segreto del Popolo. 

## Edizioni
- Eoin Colfer, Artemis Fowl - L'inganno di Opal, traduzione di Angela Ragusa, collana Oscar Mondadori, Arnoldo Mondadori Editore, 2005,  p. 348, ISBN 88-04-54894-0.